# 胡金秋
胡金秋（1997年9月24日—），新疆尉犁縣人，現役中國職業籃球運動員，現效力於CBA聯盟的浙江廣廈，場上位置為大前鋒。2012年7月，初三刚毕业的他被浙江广厦俱乐部招募，来到杭州。

## 經歷
2013年8月22日，在第二屆亞洲青年運動會三人制篮球比赛中代表中國隊奪得冠軍，在决赛中面对中華隊得到6分10个篮板。
2013年10月4日，随中國隊奪取第三届U16男篮亚青赛冠軍。在这届比赛中，胡金秋发挥出色，对伊朗队得到33分21板4盖帽，对哈萨克斯坦得到29分14板，对日本队得到22分24板5盖帽。